# Udo Kiessling
Pour les articles homonymes, voir Kiessling.
Temple de la renommée de l'IIHF : 2000
Temple de la renommée allemand :
Udo Kießling (né le 21 mai 1955 à Crimmitschau en Allemagne de l'Est) est un joueur Allemand de hockey sur glace.

## Carrière de joueur
En 1972, il débute avec le SC Riessersee dans le championnat d'Allemagne. Il a porté les couleurs des Kölner Haie avec qui il a remporté six championnats d'Allemagne en 1977, 1979, 1984, 1986, 1987, 1988. Il est le premier allemand à avoir joué dans la Ligue nationale de hockey. Il a disputé un match avec les North Stars du Minnesota
Il a représenté l'Allemagne de l'Ouest au niveau international. Il a participé de nombreuses éditions des championnats du monde ainsi qu'à cinq Jeux olympiques en 1976 (médaille de bronze), 1980, 1984, 1988, 1992.

## Trophées et honneurs personnels
- 1977, 1984, 1986 : nommé joueur de l'année en Allemagne de l'Ouest.

## Statistiques
Pour les significations des abréviations, voir Statistiques du hockey sur glace.
| Saison    | Équipe                   | Ligue    |    | Saison régulière | Saison régulière | Saison régulière | Saison régulière | Saison régulière |    | Séries éliminatoires | Séries éliminatoires | Séries éliminatoires | Séries éliminatoires | Séries éliminatoires |
| Saison    | Équipe                   | Ligue    | PJ | B                | A                | Pts              | Pun              | PJ               | B  | A                    | Pts                  | Pun                  |                      |                      |
| 1972-1973 | SC Riessersee            | DEL      | 40 | 8                | 6                | 14               | 44               |                  |    |                      |                      |                      |                      |                      |
| 1973-1974 | Augsburger Panther       | DEL      | 36 | 16               | 6                | 22               | 52               |                  |    |                      |                      |                      |                      |                      |
| 1974-1975 | EV Rosenheim             | Oberliga | 34 | 20               | 18               | 38               | 73               |                  |    |                      |                      |                      |                      |                      |
| 1975-1976 | EV Rosenheim             | DEL      | 34 | 30               | 22               | 52               | 72               |                  |    |                      |                      |                      |                      |                      |
| 1976-1977 | Kölner Haie              | DEL      | 46 | 13               | 21               | 34               | 143              |                  |    |                      |                      |                      |                      |                      |
| 1977-1978 | Kölner Haie              | DEL      | 46 | 16               | 18               | 34               | 48               |                  |    |                      |                      |                      |                      |                      |
| 1978-1979 | Kölner Haie              | DEL      | 40 | 28               | 32               | 60               | 78               |                  |    |                      |                      |                      |                      |                      |
| 1979-1980 | Düsseldorfer EG          | DEL      | 48 | 39               | 44               | 83               | 84               |                  |    |                      |                      |                      |                      |                      |
| 1980-1981 | Düsseldorfer EG          | DEL      | 39 | 14               | 29               | 43               | 93               | 11               | 8  | 4                    | 12                   | 22                   |                      |                      |
| 1981-1982 | North Stars du Minnesota | LNH      | 1  | 0                | 0                | 0                | 2                | --               | -- | --                   | --                   | --                   |                      |                      |
| 1981-1982 | Düsseldorfer EG          | DEL      | 38 | 15               | 22               | 37               | 54               | 2                | 0  | 0                    | 0                    | 7                    |                      |                      |
| 1982-1983 | EV Füssen                | DEL      | 21 | 12               | 13               | 25               | 52               |                  |    |                      |                      |                      |                      |                      |
| 1982-1983 | Cologne EC               | DEL      | 9  | 4                | 0                | 4                | 2                |                  |    |                      |                      |                      |                      |                      |
| 1983-1984 | Cologne EC               | DEL      | 45 | 9                | 19               | 28               | 74               |                  |    |                      |                      |                      |                      |                      |
| 1984-1985 | Cologne EC               | DEL      | 36 | 14               | 26               | 40               | 38               | 9                | 4  | 10                   | 14                   | 22                   |                      |                      |
| 1985-1986 | Cologne EC               | DEL      | 37 | 18               | 27               | 45               | 41               |                  |    |                      |                      |                      |                      |                      |
| 1986-1987 | Cologne EC               | DEL      | 42 | 10               | 34               | 44               | 70               |                  |    |                      |                      |                      |                      |                      |
| 1987-1988 | Cologne EC               | DEL      | 46 | 12               | 27               | 39               | 76               |                  |    |                      |                      |                      |                      |                      |
| 1988-1989 | Cologne EC               | DEL      | 31 | 11               | 24               | 35               | 38               | 9                | 6  | 4                    | 10                   | 8                    |                      |                      |
| 1989-1990 | Cologne EC               | DEL      | 35 | 7                | 15               | 22               | 45               | 8                | 1  | 2                    | 3                    | 10                   |                      |                      |
| 1990-1991 | Cologne EC               | DEL      | 35 | 7                | 13               | 20               | 36               | --               | -- | --                   | --                   | --                   |                      |                      |
| 1991-1992 | Cologne EC               | DEL      | 42 | 11               | 23               | 34               | 38               |                  |    |                      |                      |                      |                      |                      |
| 1992-1993 | EV Landshut              | DEL      | 44 | 9                | 19               | 28               | 50               |                  |    |                      |                      |                      |                      |                      |
| 1993-1994 | EV Landshut              | DEL      | 44 | 3                | 16               | 19               | 74               |                  |    |                      |                      |                      |                      |                      |
| 1994-1995 | EV Landshut              | DEL      | 41 | 7                | 15               | 22               | 40               | 18               | 3  | 7                    | 10                   | 22                   |                      |                      |
| 1995-1996 | EV Landshut              | DEL      | 50 | 3                | 19               | 22               | 44               |                  |    |                      |                      |                      |                      |                      |